# Абедини, Мойтаба
Мойтаба Абедини (перс. مجتبی عابدینی شورمستی‎, род. 11 августа 1984 года) — иранский фехтовальщик-саблист, бронзовый призёр чемпионата мира 2019 года в Будапеште, призёр азиатских игр и чемпионатов Азии по фехтованию. Участник летних Олимпийских игр 2012 и 2016 годов.

## Биография
Родился в 1984 году. В 2004 году стал бронзовым призёром чемпионата Азии.
В 2012 и 2016 годах принял участие в летних Олимпийских играх. В Бразилии занял итоговое 4-е место в индивидуальных соревнованиях.
В 2014 году стал серебряным призёром Азиатских игр в командном первенстве.
В 2018 году вновь стал серебряным призёром Азиатских игр в командных соревнованиях.
В 2019 году на чемпионате мира в Будапеште уступил в полуфинале венгерскому спортсмену Андрашу Сатмари и впервые в карьере завоевал бронзовую медаль.